# Liste der Kulturdenkmäler in Waldrohrbach
In der Liste der Kulturdenkmäler in Waldrohrbach sind alle Kulturdenkmäler der rheinland-pfälzischen Ortsgemeinde Waldrohrbach aufgeführt. Grundlage ist die Denkmalliste des Landes Rheinland-Pfalz (Stand: 14. August 2023).

## Einzeldenkmäler
| Bezeichnung                    | Lage                                                | Baujahr                            | Beschreibung                                                | Bild                           |
| ------------------------------ | --------------------------------------------------- | ---------------------------------- | ----------------------------------------------------------- | ------------------------------ |
| Friedhofskreuz                 | Friedhofstraße, auf dem Friedhof Lage               | um 1800                            | Friedhofskreuz, Fünfwundentypus, barock, wohl um 1800       | Fotos hochladen                |
| Wegekreuz                      | Hauptstraße, Ecke Friedhofstraße Lage               | um 1860                            | Fünfwundenkreuz auf geschweiftem Tischsockel, wohl um 1860  | Fotos hochladen                |
| Katholische Kirche St. Ägidius | Kirchstraße 6 Lage                                  | 1828                               | klassizistischer Saalbau, bezeichnet 1828                   | weitere Bilder Fotos hochladen |
| Wegekreuz                      | Kirchstraße, bei Nr. 6 Lage                         | 1867                               | Wegekreuz, Fünfwundentypus, bezeichnet 1867                 | Fotos hochladen                |
| Rehbergturm                    | nördlich des Ortes auf dem Rehberg Lage             | 1862                               | Aussichtsturm, Rotsandstein, 1862                           | weitere Bilder Fotos hochladen |
| Kilometerstein                 | östlich des Ortes an der B 48 Lage                  | zweite Hälfte des 19. Jahrhunderts | Sandsteinkegel, zweite Hälfte des 19. Jahrhunderts          | Fotos hochladen                |
| Wegekreuz                      | südwestlich des Ortes; Flur An der Kreuzstraße Lage | 1856                               | Wegekreuz; Fünfwundentypus auf Tischsockel, bezeichnet 1856 | weitere Bilder Fotos hochladen |